# دايفيد سميث (لاعب كرلنغ)
دايفيد سميث (بالإنجليزية: David Smith)‏ (و. القرن 20  م) هو لاعب كرلنغ إسكتلندي، ولد في إسكتلندا.

## روابط خارجية
- دايفيد سميث على موقع الاتحاد الدولي للكرلنغ (الإنجليزية)
- دايفيد سميث على موقع أوليمبيديا (الإنجليزية)